# Kunstjahr 1770
Liste der Kunstjahre

◄◄ | ◄ | 1766 | 1767 | 1768 | 1769 | Kunstjahr 1770 | 1771 | 1772 | 1773 | 1774 | ►

Weitere Ereignisse
Dieser Artikel behandelt das Kunstjahr 1770.

## Ereignisse

### Architektur

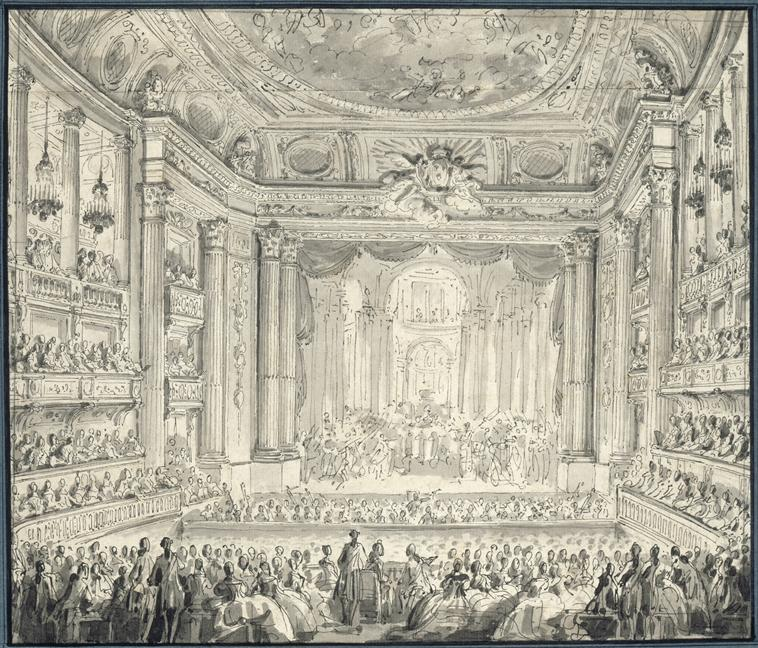
Die Königliche Oper 1770
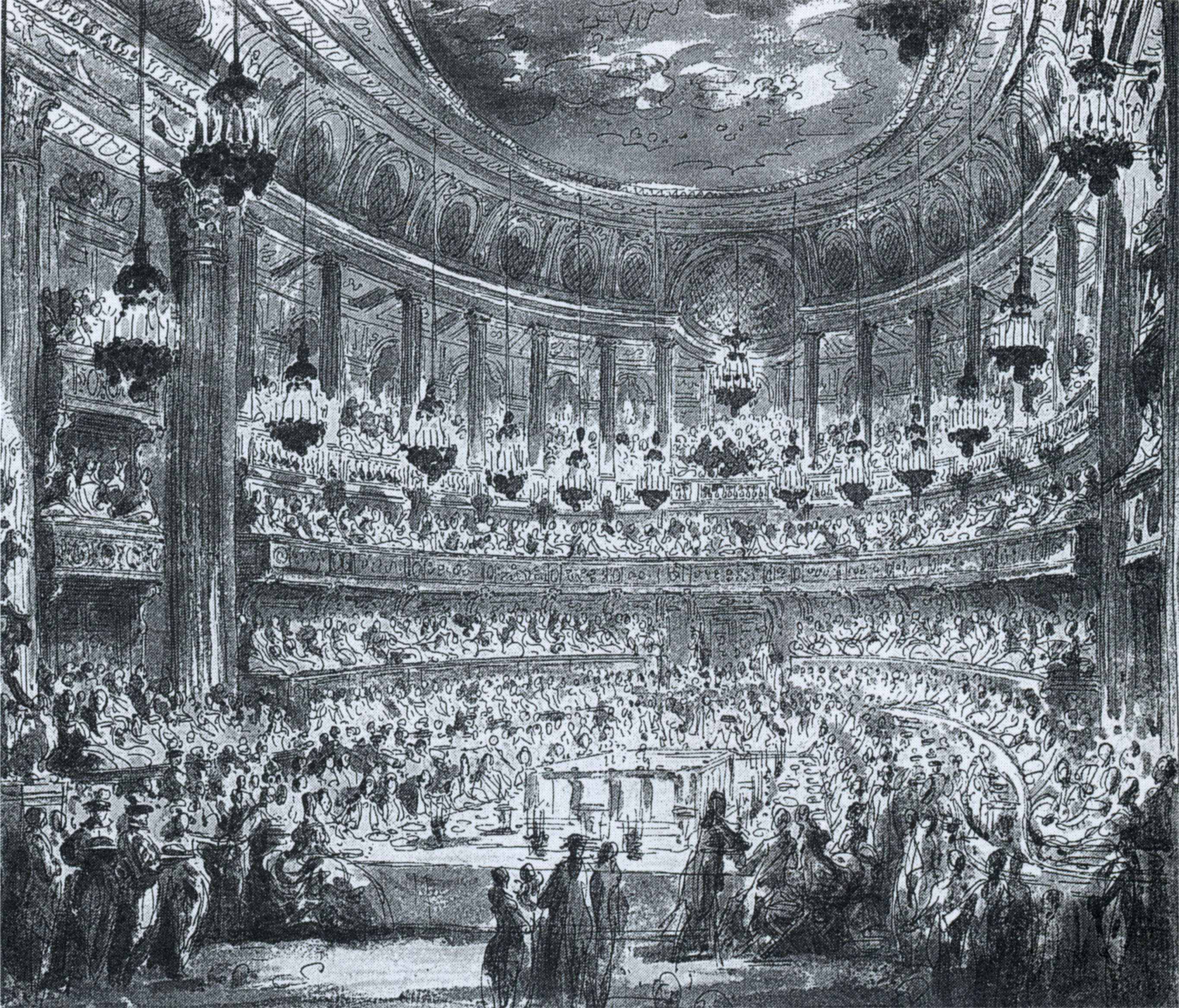
Auditorium 1770

- Die Königliche Oper (fr.: Opéra royal du château de Versailles) des Schlosses von Versailles in Frankreich wird unter Ange-Jacques Gabriel in der Regierungszeit Ludwig XV. vollendet.

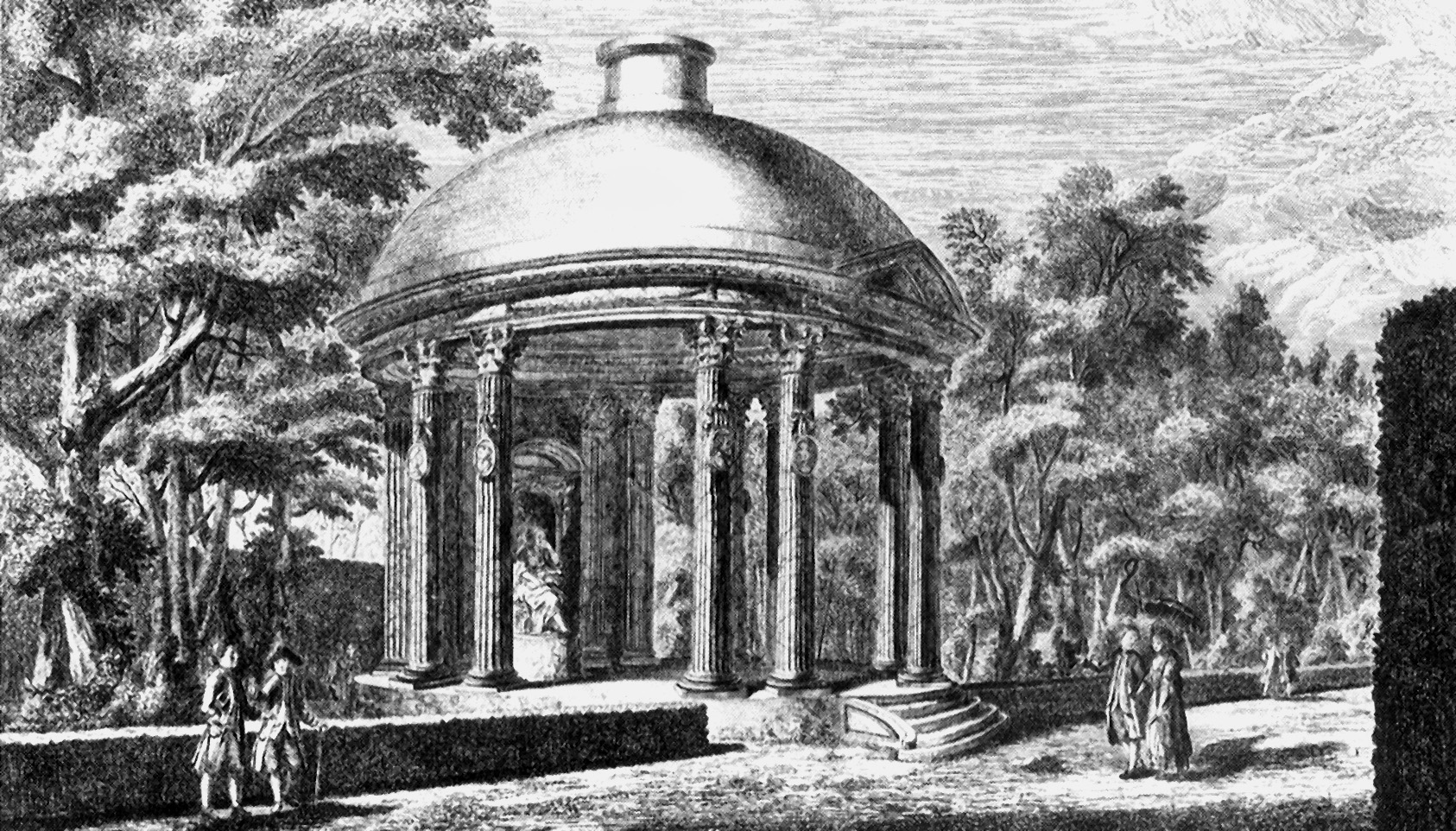
Freundschaftstempel 1780
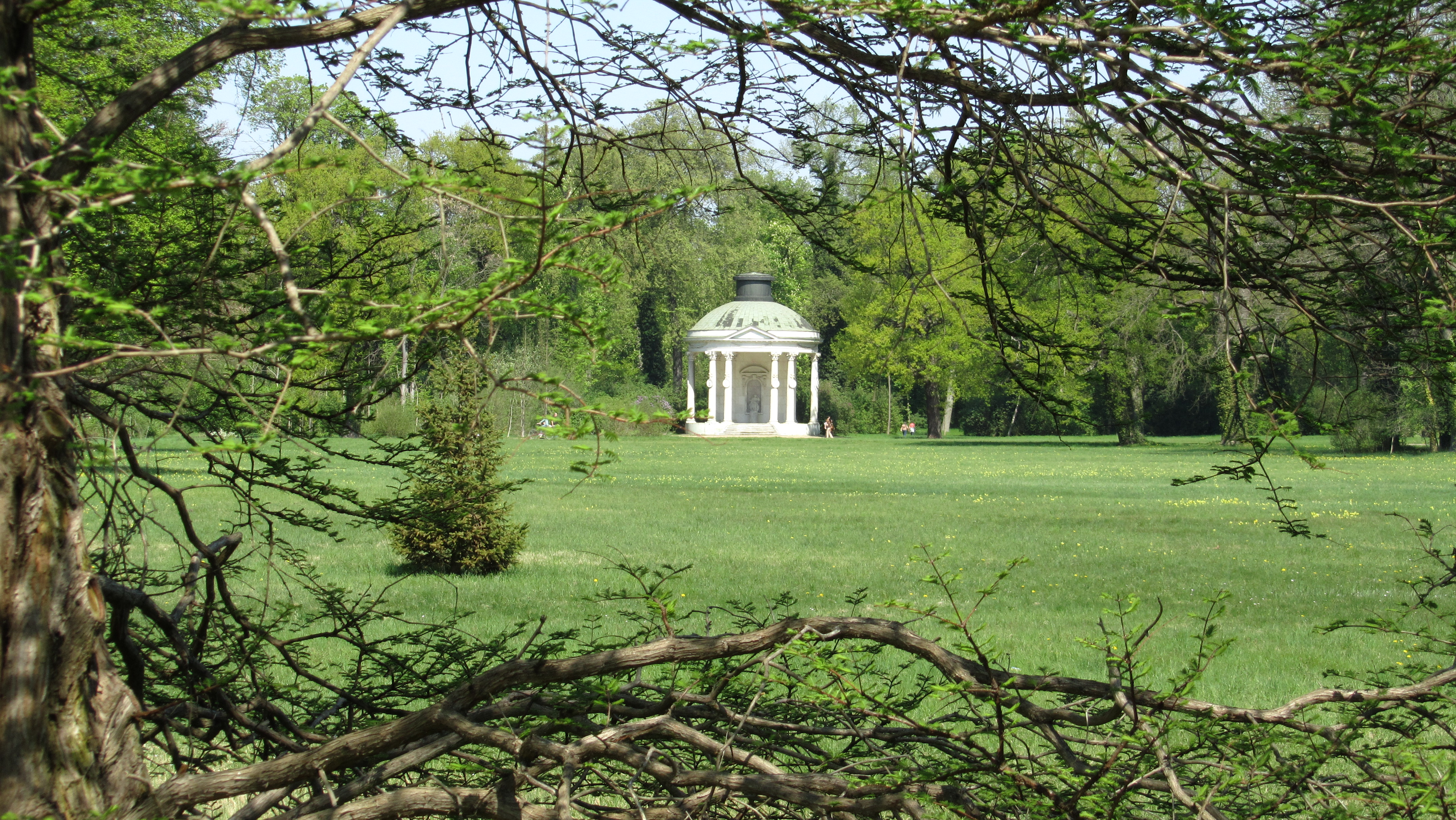
Freundschaftstempel 2011

- 1770 wird nach zweijähriger Bauzeit der Freundschaftstempel im westlichen Teil des Parks Sanssouci in Potsdam eröffnet. Friedrich der Große ließ diesen kleinen Rundtempel zum Andenken an seine 1758 verstorbene Lieblingsschwester, der Markgräfin Wilhelmine von Bayreuth, durch Carl von Gontard errichten. Er gehört mit seinem Pendant, dem in einer Achse nördlich der Allee erbauten Antikentempel, zu den frühesten klassizistischen Gebäuden in Deutschland.

### Malerei und Bildhauerei

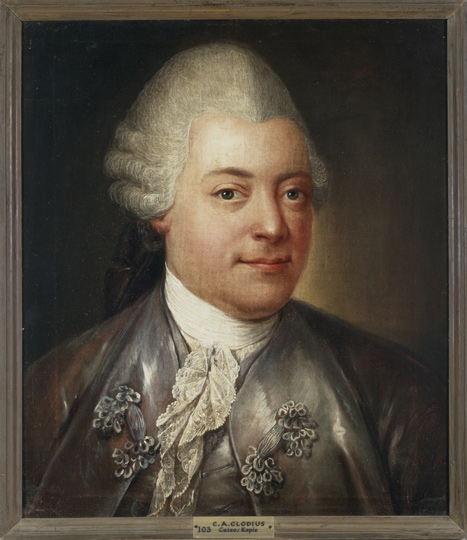
Benjamin Calau: Porträt des Christian August Clodius
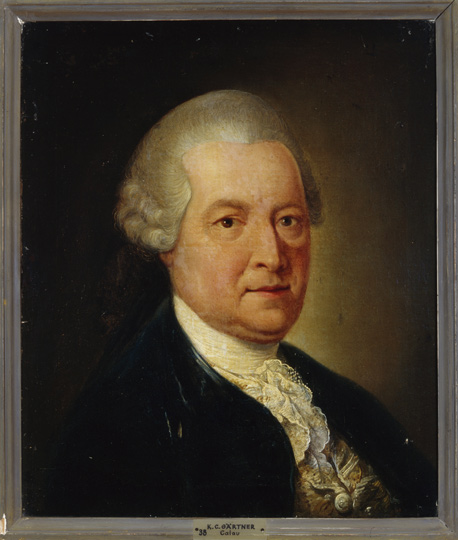
Benjamin Calau: Porträt des Karl Christian Gärtner (1712–1791)
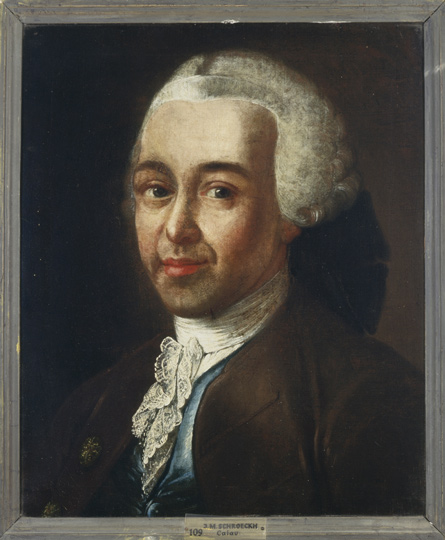
Benjamin Calau: Porträt des Johann Matthias Schröckh

- Der 46-jährige kursächsische Hofmaler Benjamin Calau in Leipzig fertigt in Wachsfarbenmalerei neun Porträts für den berühmten „Freundschaftstempel“ des Dichters Johann Wilhelm Ludwig Gleim in Halberstadt an.

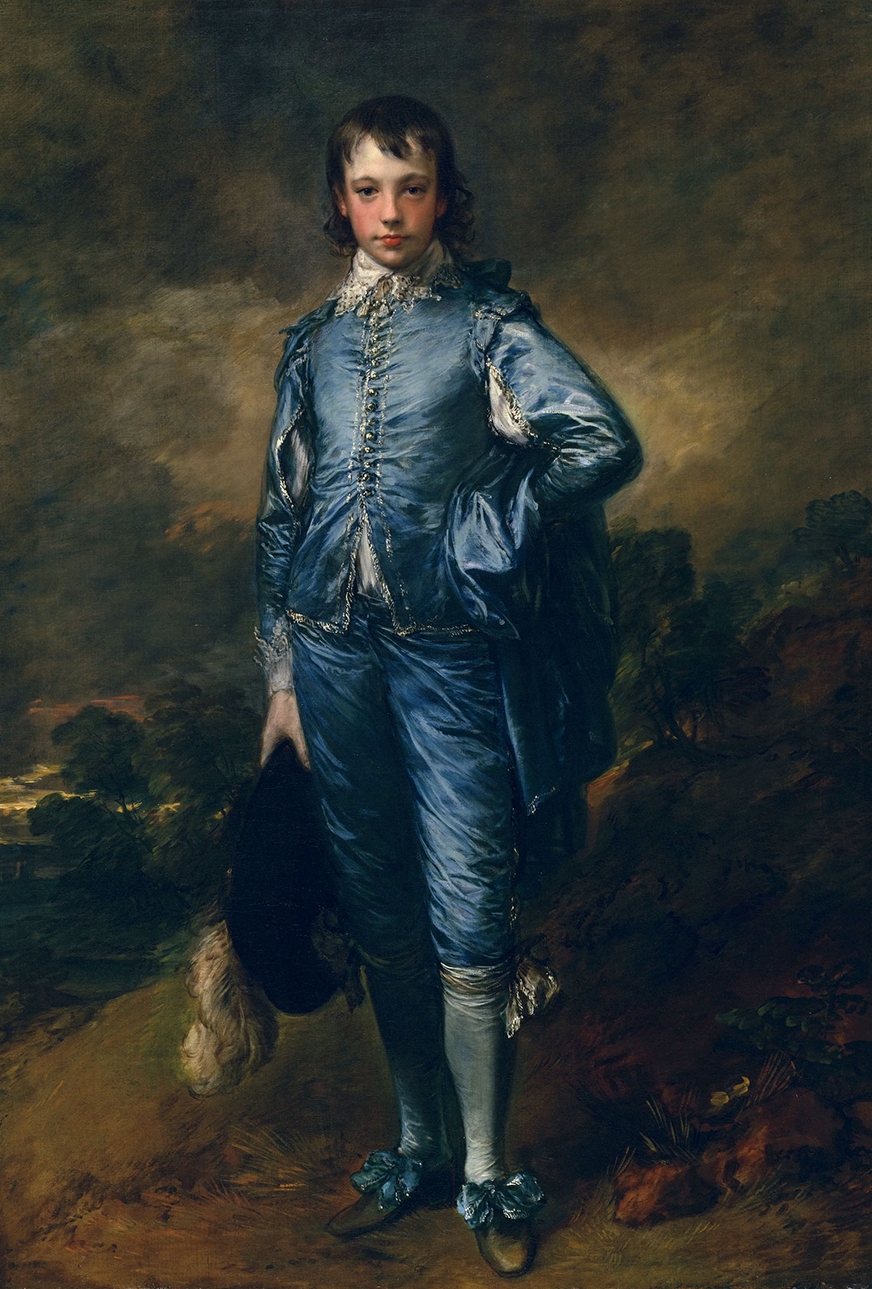
Thomas Gainsborough: The Blue Boy.
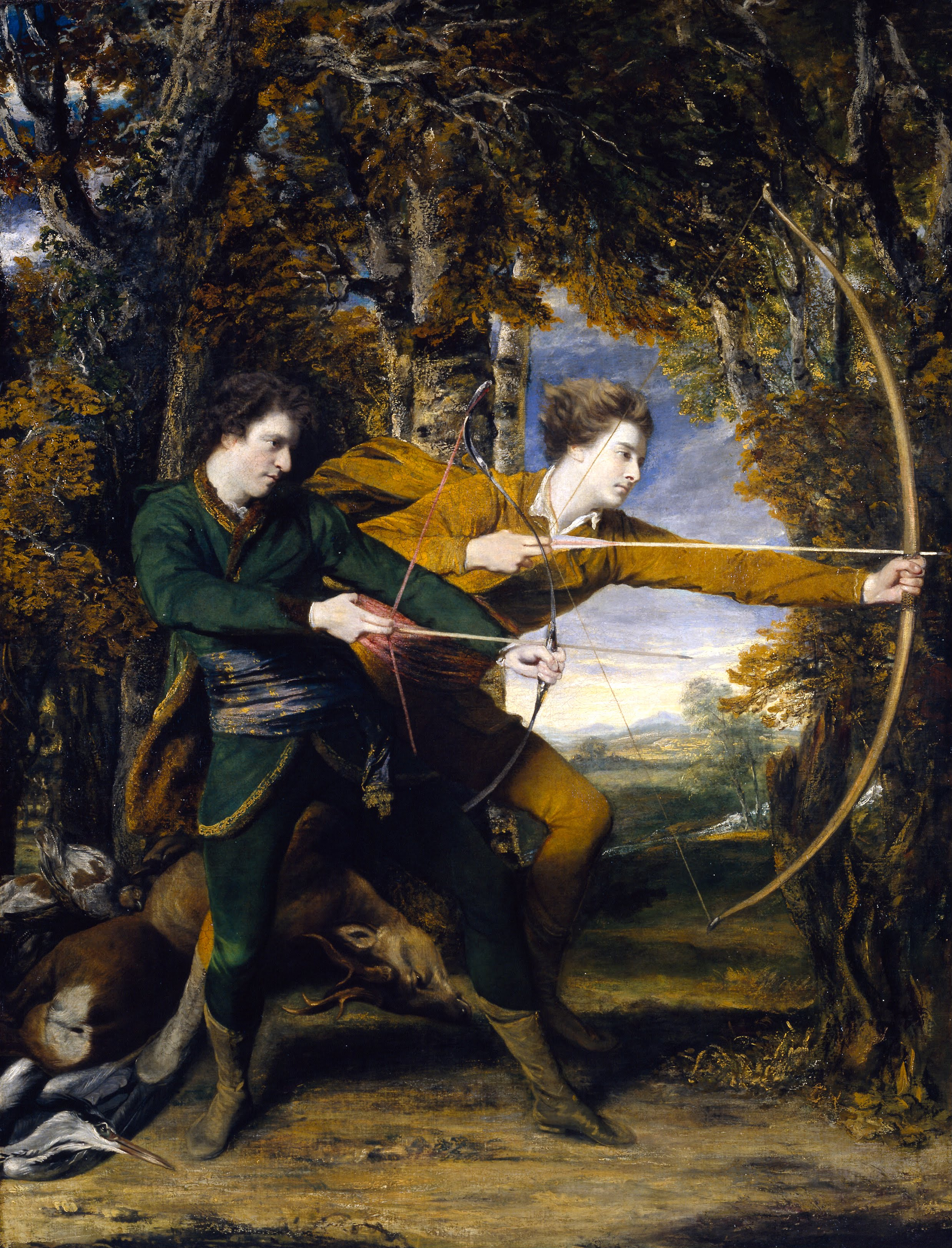
Joshua Reynolds: The Archers.
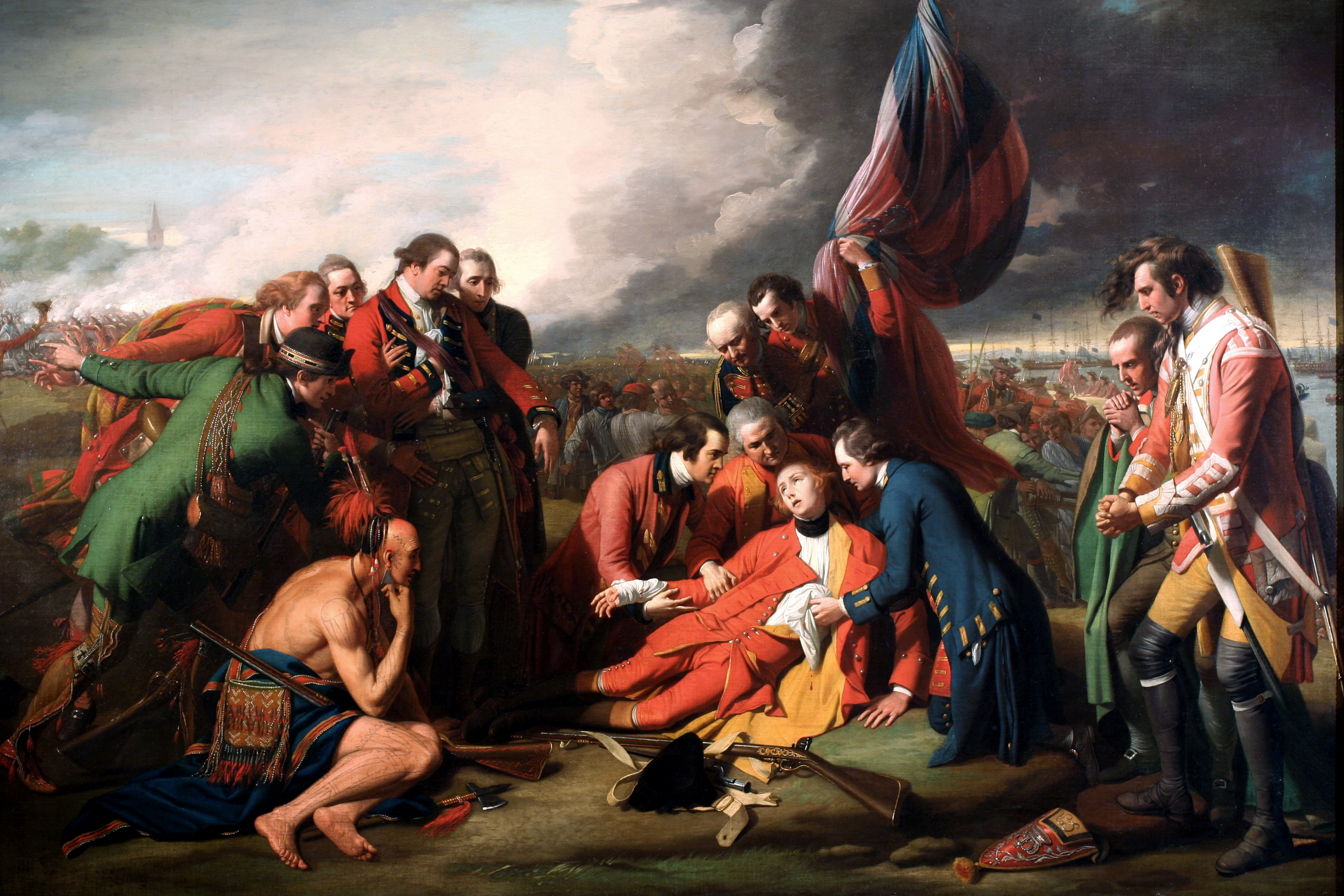
Benjamin West: Tod des Generals Wolfe.

- Der 43-jährige Thomas Gainsborough malt das Ölgemälde The Blue Boy, deutsch: Knabe in Blau (Porträt des Jonathan Buttall, 1752–1805, Sohn eines vermögenden Londoner Eisenwarenhändlers).
- Der 47-jährige Joshua Reynolds stellt nach einem Jahr sein Ölgemälde Colonel Acland and Lord Sydney: The Archers fertig.
- Der 32-jährige Benjamin West malt das Ölgemälde Tod des Generals Wolfe (James Wolfe, 1727–1759).

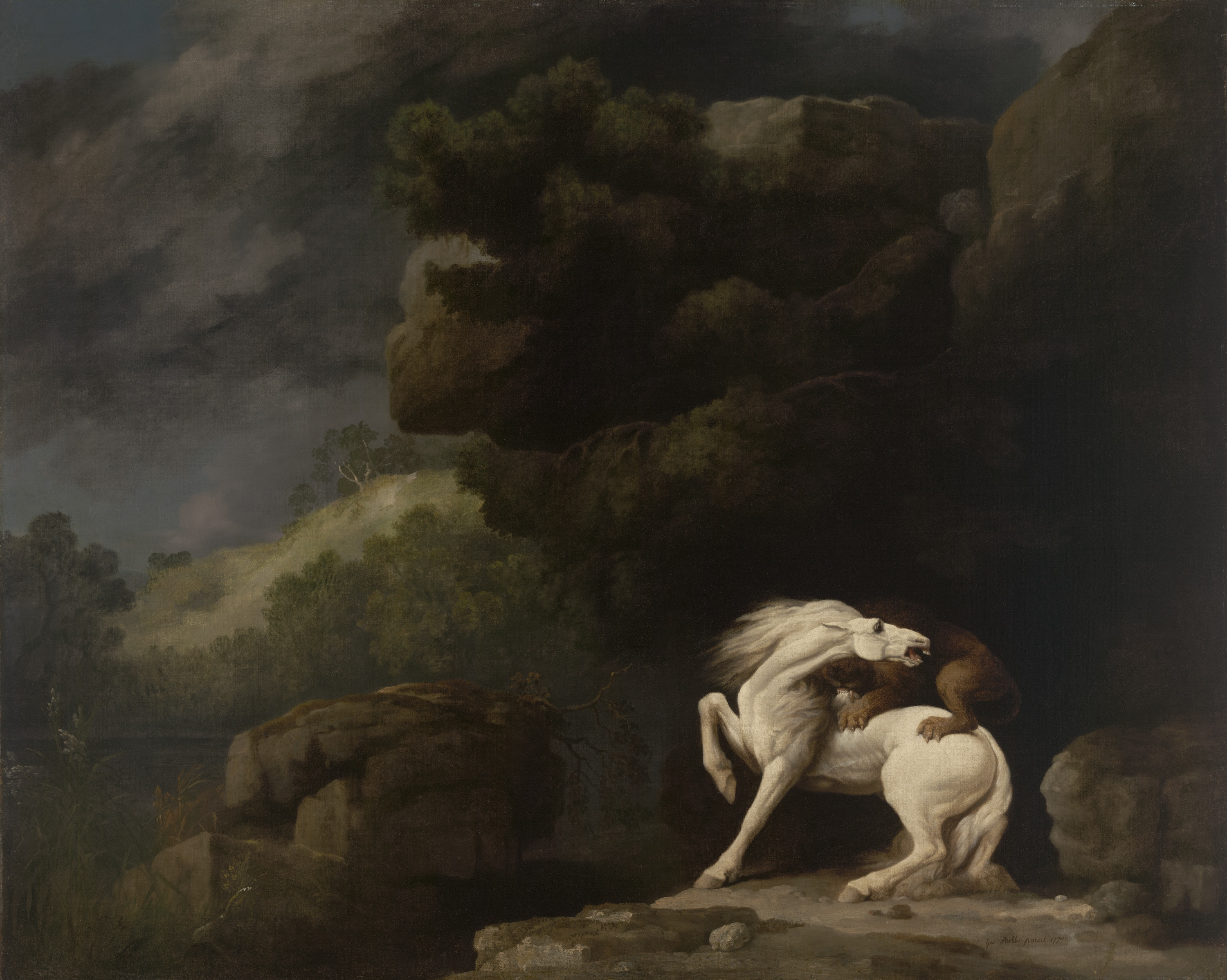
George Stubbs: A Lion Attacking a Horse.
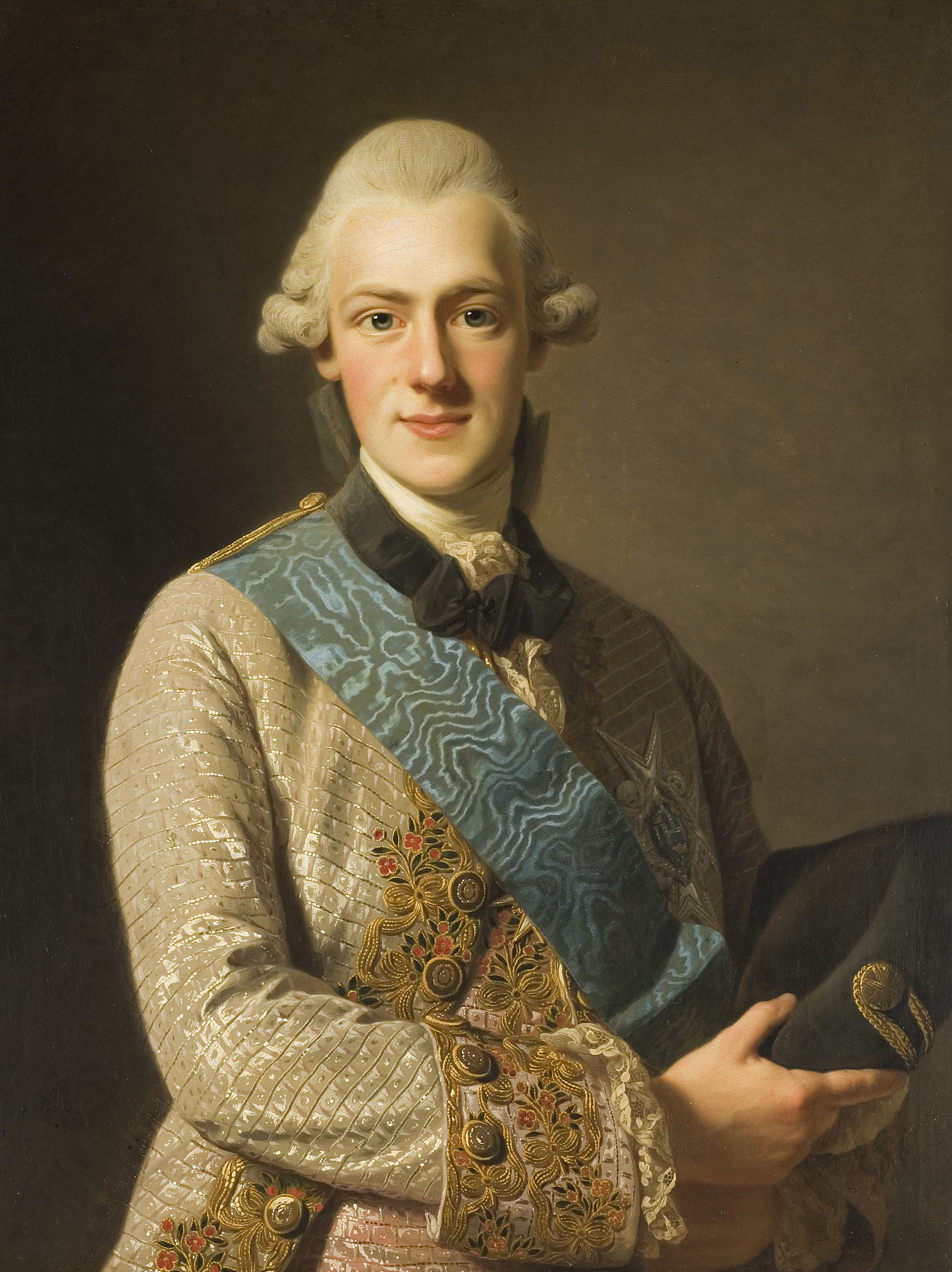
Alexander Roslin: Prinz Frederick Adolph von Schweden.
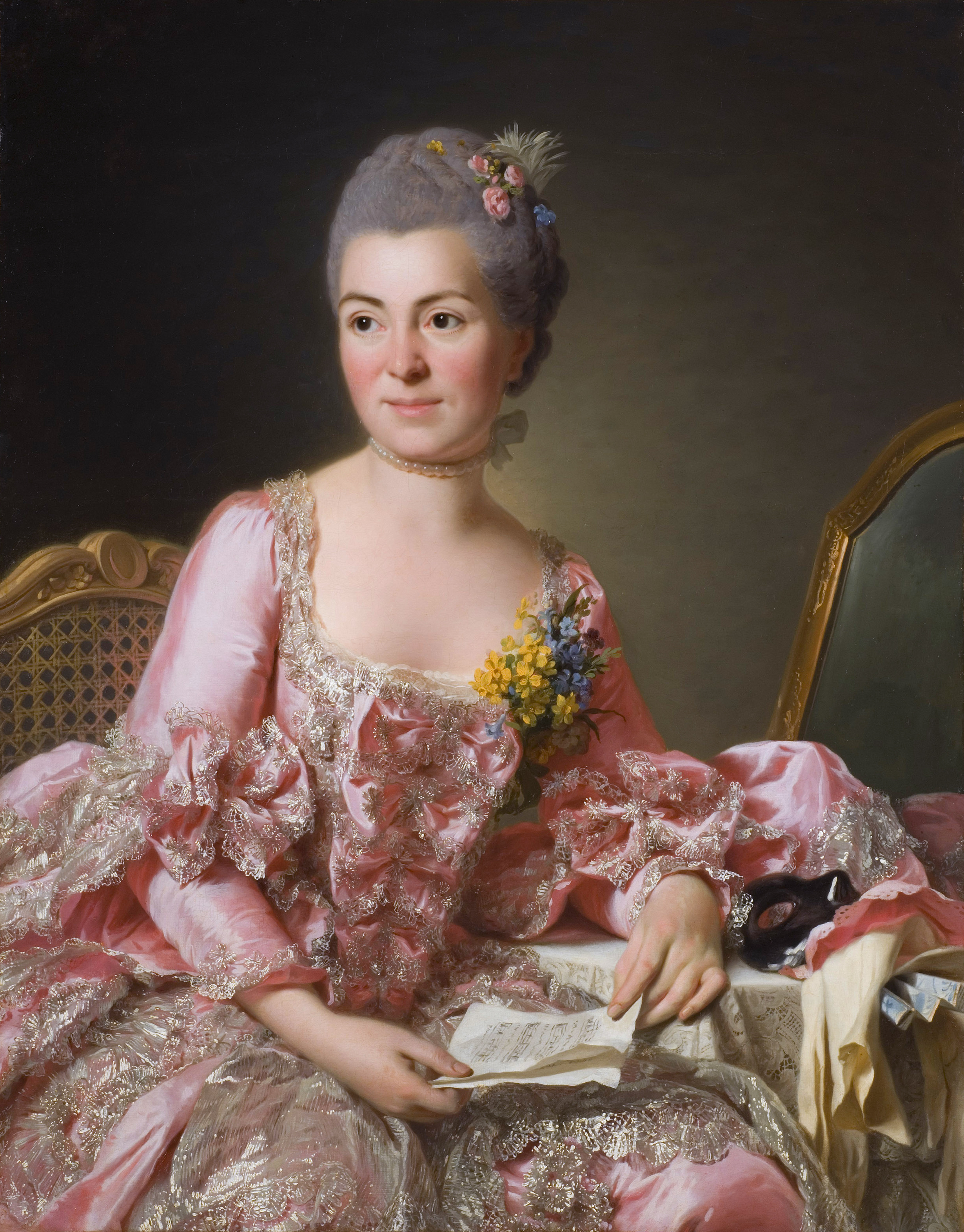
Alexander Roslin: Porträt der Künstlerin Marie-Suzanne Giroust(-Roslin).

- Der 46-jährige George Stubbs malt die Ölgemälde A Horse Frightened by a Lion und A Lion Attacking a Horse.
- Der 52-jährige Alexander Roslin malt die Ölgemälde Prinz Frederick Adolph von Schweden (1750–1803) und Porträt der Künstlerin Marie-Suzanne Giroust(-Roslin, 1734–1772, seine Ehefrau).

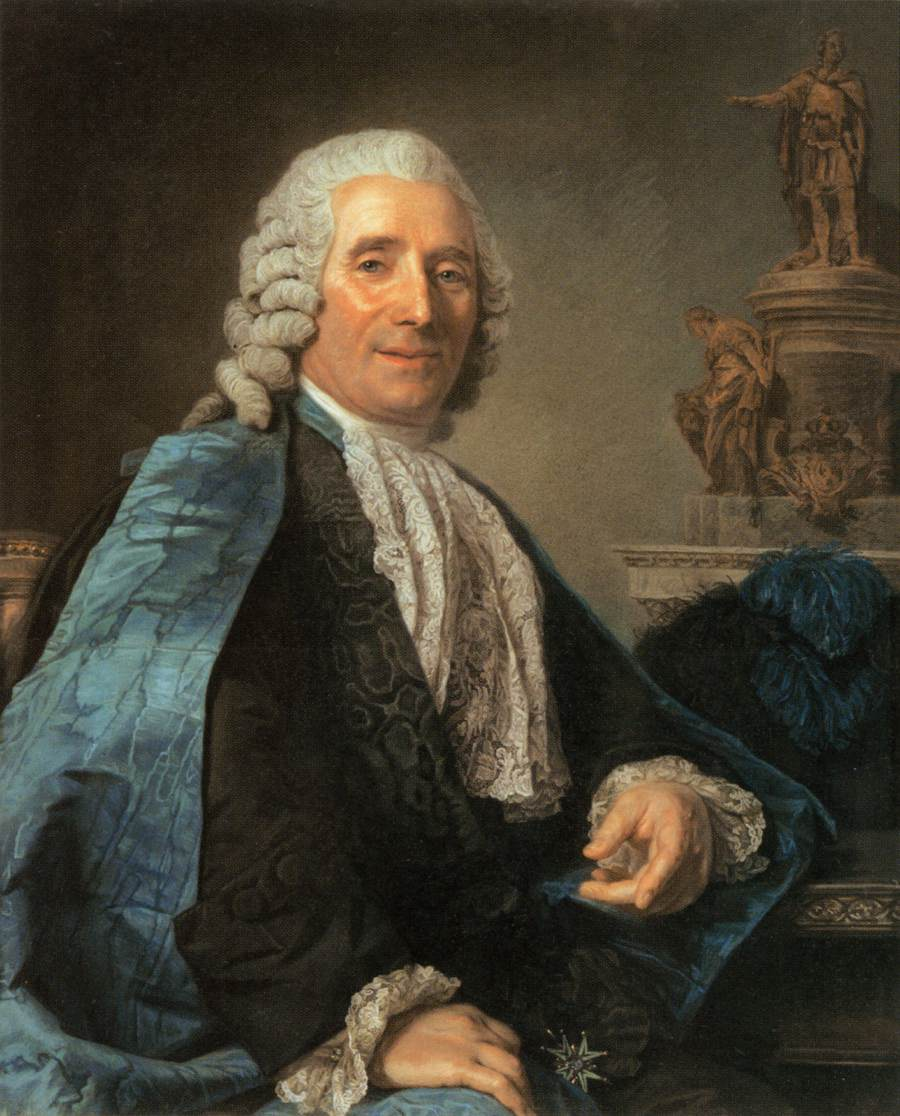
Marie-Suzanne Giroust-Roslin: Jean-Baptiste Pigalle.
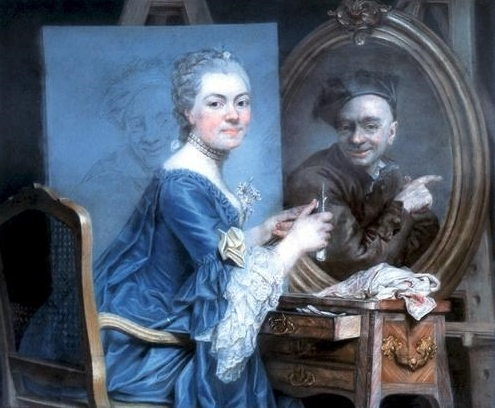
Marie-Suzanne Giroust-Roslin: Selbstporträt.

- Die 36-jährige Marie-Suzanne Giroust-Roslin schafft ein Porträt des Bildhauers Jean-Baptiste Pigalle (1714–1785) und ein Selbstporträt mit einem Bildnis des Malers Maurice Quentin de La Tour (1704–1788).

## Geboren
- 04. März: Christian Zais, deutscher Architekt († 1820)
- 12. März: François Gérard, französischer Porträtmaler († 1837)
- 12. März: Karl August Senff, deutscher Maler, Graphiker und Kupferstecher († 1838)
- 08. April: Egidius Mengelberg, deutscher Porträtmaler, Innenarchitekt und Kunstpädagoge († 1849)
- 18. April: Ludwig Buchhorn, deutscher Maler und Graphiker († 1856)
- 01. Juni: Siegmund Frank, deutscher Glasmaler († 1847)
- 19. November: Bertel Thorvaldsen, dänischer Bildhauer († 1844)

## Gestorben
- 02. Januar: Joseph Anton Feuchtmayer, österreichischer Stuckateur und Bildhauer (* 1696)
- 05. März: Gaetano Chiaveri, italienischer Baumeister und Architekt (* 1689)
- 23. März: Martin van Meytens, Porträtmaler am Wiener Hof (* 1695)
- 27. März: Giovanni Battista Tiepolo, venezianischer Künstler des Barocks (* 1696)
- 07. April: Johann Heinrich Arnold, badischer Werkmeister (* 1697)
- 20. Mai: Paul Christian Zink, deutscher Maler, Zeichner und Kupferstecher (* 1687)
- 30. Mai: François Boucher, französischer Maler, Zeichner und Kupferstecher (* 1703)
- 07. Juli: Suzuki Harunobu, Großmeister der mittleren Ukiyo-e-Periode, an der Entwicklung der Mehrfarbendrucke, der Nishike-e, beteiligt (* um 1725)
- 20. Juli: Francis Cotes, englischer Maler (* 1725)
- 01. November: Gaspare Traversi, Künstler aus der Schule der neapolitanischen Barockmalerei (* 1722) oder (* 1723)
- 16. November: Johann Anwander, deutscher Rokokomaler und Freskant (* 1714)
- 01. Dezember: Gianbettino Cignaroli, italienischer Maler (* 1706)